# Robert Körner
Robert Körner (1924. augusztus 21. – 1989. június 22.) osztrák labdarúgócsatár. Öccsével, Alfreddel együtt az osztrák válogatott színeiben részt vett az 1954-es labdarúgó-világbajnokságon. Edzőként négy időszakban a Rapid Wient irányította. Egy ideig volt a német 1. FC Nürnberg megbízott edzője is.

## Pályafutása

### Klubcsapatokban
1942-tól a Rapid Wien játékosa, majd csapatkapitánya volt. 1958-ig 212 bajnoki mérkőzésen 80 gólt szerzett. A Rapid színeiben az osztrák első osztályban 7 bajnoki címet szerzett, 1946-ban kupagyőztes lett.

### A válogatottban
1948 novemberében szerepelt először az osztrák válogatottban a Svédország elleni találkozón. Részt vett az 1954-es világbajnokságon, ahol Ausztria bronzérmet szerzett. 16 nemzetközi mérkőzésen képviselte Ausztriát, és egy gólt szerzett.

### Edzőként
Az Rapid Wien csapatát (négyszer), az Waldhof Mannheimet (egyszer) és az 1. FC Nürnberget (társedzőként) irányította.

## Sikerei, díjai

### Játékosként
- Osztrák bajnokság[1] (7): 1946, 1948, 1951, 1952, 1954, 1956, 1957
- Osztrák kupa[1] (1): 1946
- Közép-európai kupa[1] (1): 1951

### Edzőként
- Osztrák bajnokság (2): 1960, 1964
- Osztrák kupa (3): 1961, 1972, 1976

## Fordítás
- Ez a szócikk részben vagy egészben  a   Robert Körner című angol Wikipédia-szócikk ezen változatának fordításán alapul.  Az eredeti cikk szerkesztőit annak laptörténete sorolja fel. Ez a jelzés csupán a megfogalmazás eredetét és a szerzői jogokat jelzi, nem szolgál a cikkben szereplő információk forrásmegjelöléseként.